# Reclassering
Reclasseren is het teruggeven van een plaats in de maatschappij. Reclasseringsbemoeienis is een combinatie van motiveren, stimuleren van en controle op de delictpleger. Centraal staat daarbij gedragsverandering van de delictpleger zodat deze delictvrij kan deelnemen aan de maatschappij.
Er kan van reclasseringsbemoeienis sprake zijn van begin tot het einde van het strafproces. 
- Dit kan bij een inverzekeringstelling.
- Dit kan bij schorsing preventieve hechtenis.
- Dit kan bij vonnis (voorwaardelijke veroordeling).
- Dit kan bij arrest (door een kamer van inbeschuldigingstelling in België, na een aanvraag tot herstel in eer en rechten) (artikel 630 Wetboek Strafvordering)
- Dit kan in de laatste fase van een gevangenisstraf (penitentiair programma of bij voorwaardelijke invrijheidstelling).
- Dit kan na een gevangenisstraf (zogenaamde nazorg).
  - Zie voor Nederland: Reclassering in Nederland